# Bielany (Warschau)
Bielany is een stadsdeel van Warschau, de hoofdstad van Polen.

## Wijken
- Chomiczówka
- Huta
- Las Bielański
- Marymont-Kaskada
- Marymont-Ruda
- Młociny
- Piaski

- Placówka
- Radiowo
- Stare Bielany
- Słodowiec
- Wawrzyszew
- Wólka Węglowa
- Wrzeciono

Bemowo · Białołęka · Bielany · Mokotów · Ochota · Praga · Rembertów · Śródmieście ·
Targówek · Ursus · Ursynów · Wawer · Wesoła · Wilanów · Włochy · Wola · Żoliborz